# Бонерс-Лейк (Вісконсин)
Бонерс-Лейк (англ. Bohners Lake) — переписна місцевість (CDP) в США, в окрузі Расін штату Вісконсин. Населення — 2374 особи (2020).

## Географія
Бонерс-Лейк розташований за координатами 42°37′20″ пн. ш. 88°17′7″ зх. д. / 42.62222° пн. ш. 88.28528° зх. д. (42.622140, -88.285270).  За даними Бюро перепису населення США в 2010 році переписна місцевість мала площу 9,24 км², з яких 8,49 км² — суходіл та 0,75 км² — водойми.

## Демографія
Згідно з переписом 2010 року, у переписній місцевості мешкали 2444 особи в 932 домогосподарствах у складі 660 родин. Густота населення становила 264 особи/км².  Було 1110 помешкань (120/км²).
Расовий склад населення:
| - 97,1 % — білих - 0,3 % — корінних американців - 0,3 % — чорних або афроамериканців - 0,3 % — азіатів - 1,5 % — осіб інших рас |

До двох чи більше рас належало 0,5 %. Частка іспаномовних становила 3,9 % від усіх жителів.
За віковим діапазоном населення розподілялося таким чином: 24,7 % — особи молодші 18 років, 62,8 % — особи у віці 18—64 років, 12,5 % — особи у віці 65 років та старші. Медіана віку мешканця становила 40,9 року. На 100 осіб жіночої статі у переписній місцевості припадало 99,2 чоловіків;  на 100 жінок у віці від 18 років та старших — 99,6 чоловіків також старших 18 років.
Середній дохід на одне домашнє господарство  становив 69 221 долар США (медіана — 59 481), а середній дохід на одну сім'ю — 76 791 долар (медіана — 62 583). За межею бідності перебувало 5,5 % осіб, у тому числі 0,0 % дітей у віці до 18 років та 4,2 % осіб у віці 65 років та старших.
Цивільне працевлаштоване населення становило 961 особа. Основні галузі зайнятості: виробництво — 29,6 %, освіта, охорона здоров'я та соціальна допомога — 23,2 %, роздрібна торгівля — 14,4 %, будівництво — 9,8 %.